# Благовіщенська церква (Тростянець)
Благовіщенська церква — церква на честь Благовіщення в місті Тростянець, Охтирський район, Сумська область. Збудовано в період 1744—1749 років.

## Історія
Благовіщенська, або "Біла" церква в Тростянці була побудована в 1744—1749 роках, а в 1750 була освячена. Церква кам'яна, будівництво її велося на кошти власника Тростянця дядича Осипа Тимофійовича Надаржинського, сина протоієрея Тимофія Васильвича Надаржинського. Храм був першою кам'яною церквою в місті. Відноситься собор до Української Православної церкви.

### Зовнішній вигляд
Благовіщенський храм — це споруда в стилі раннього класицизму з елементами бароко. Відрізняється приземистим силуетом. Територія церкви обведена масивною цегляною огорожею зі стовпами. Висота цієї споруди становить 20 метрів. Зовні церква пофарбована в білий колір, бані — в сірий. Благовіщенський храм має три престоли. Головний — в ім'я Благовіщення Божої Матері, а бокові: один — в ім'я Апостолів Петра і Павла, інший — великомучениці Катерини. Храм має вигляд корабля, над входом височіє чотириярусна дзвіниця. За дзвіницею — одноповерховий притвор і сам храм — невисокий з двома прибудовами і шлемообразним куполом на восьмикутному світловому барабані. Верхній барабан також восьмикутний зі світловими вікнами і шлемообразним куполом який вінчає хрест.

## Сьогодення
Дзвони для церкви були зроблені в 2001 році з зображенням прізвищ приватних підприємців міста, які надали кошти на їх виготовлення. У 2012 році було зроблено декоративне підсвічування церкви, яке включається у вечірній час доби. Внутрішнє оздоблення не менш прекрасне, ніж зовнішній чистий і акуратний вигляд храму. У центральній частині є іконостас.